# ジロ・デ・イタリア 1974
ジロ・デ・イタリア 1974（Giro d'Italia 1974 ）は、自転車による競走である「ジロ・デ・イタリア」の57回目のレースである。1974年5月16日から6月8日まで全22ステージで行われた。

## 結果
エディ・メルクスが、アルフレッド・ビンダ以来、当大会45年ぶりとなる総合3連覇を達成した。その後、メルクスはツール・ド・フランス、世界自転車選手権でも優勝し史上初の「トリプルクラウン」を果たした。

### 総合成績
| 順位 | 選手名                           | 国籍         | 時間            |
| ---- | -------------------------------- | ------------ | --------------- |
| 1    | エディ・メルクス                 | ベルギー     | 113時間08分13秒 |
| 2    | ジャンバッティスタ・バロンケッリ | イタリア     | + 12"           |
| 3    | フェリーチェ・ジモンディ         | イタリア     | + 33"           |
| 4    | コンスタンチーノ・コンティ       | イタリア     | + 2' 14"        |
| 5    | ホセ・マヌエル・フエンテ         | スペイン     | + 3' 22"        |
| 6    | ジョヴァンニ・バッタリン         | イタリア     | + 4' 22"        |
| 7    | フランチェスコ・モゼール         | イタリア     | + 6' 17"        |
| 8    | ビセンテ・ロペスカリル           | スペイン     | + 10' 28"       |
| 9    | フランコ・ビトッシ               | イタリア     | + 16' 05"       |
| 10   | イェスタ・ペーテルソン           | スウェーデン | + 17' 08"       |

### マリア・ローザ 保持者
| 選手名                       | 国籍     | 首位区間  |
| ---------------------------- | -------- | --------- |
| ウイルフリード・レイブローク | ベルギー | 第1-第2   |
| ホセ・マヌエル・フエンテ     | スペイン | 第3-第13  |
| エディ・メルクス             | ベルギー | 第14-最終 |

### その他の賞
- ポイント賞: ロジェ・デ・フラミンク  ベルギー
- 山岳賞: ホセ・マヌエル・フエンテ  スペイン